# Zeta (operativsystem)
Zeta är ett operativsystem från tyska Magnussoft som baserades på källkoden till det avsomnade BeOS.
Trots att operativsystemet förde en mestadels obskyr och undanskymd tillvaro utvecklades det aktivt av Magnussoft som släppte version 1.5 av Zeta i februari 2007.
Den stora nyheten i version 1.5 var stödet för flera användare på samma maskin, något BeOS aldrig stödde.
Den 5 april 2007 upphörde försäljning och distribution av Zeta på grund av upphovsrättsproblem. 